# Sharpay's Fabulous Adventure
Sharpay's Fabulous Adventure (La fabulosa aventura de Sharpay en español) es una Película Original Disney Channel de 2011 lanzada directo a DVD, spin-off de la serie de películas de High School Musical. Está dirigida por Michael Lembeck y protagonizada por  Ashley Tisdale como Sharpay Evans.
La película trata de la vida de Sharpay después de la graduación, tratando de conseguir un papel en un espectáculo de Broadway.
La película fue lanzada al mercado en un combo de Blu-Ray/DVD el 19 de abril de 2011 y se estrenó en Estados Unidos por Disney Channel el 22 de mayo del mismo año. En Hispanoamérica se estrenó el 29 de mayo y en España el 17 de junio.

## Argumento
Sharpay (Ashley Tisdale),  ya se ha graduado en East High y está lista para los retos que le esperan en Nueva York. Se presenta en un show que ha organizado el club Lava Springs, y ahí un agente la ve y le ofrece un contrato para convertirse en estrella, pero su padre cree que no está lista para ir pero al final se lo permite, con la condición de que tendrá solo un mes para lograrlo y si no lo hace tendrá que volver a Albuquerque a trabajar para él. Sharpay parte a Nueva York en busca de sus sueños y ya había rentado un lujosisímo penthouse, pero en ese edificio no aceptan mascotas así que Sharpay no acepta estar sin Boi. Justo cuando sus planes se empezaban a arruinar, conoce a Peyton Leverett (Austin Butler), quien le ofrece un apartaestudio en su edificio y Sharpay sin ninguna alternativa acepta. Al día siguiente van a la audición pero ahora por un malentendido, Sharpay se da cuenta de que el contrato no era para ella, sino para su cachorro: Boi. Ella, esperando ganar algo de fama con esto, sigue la corriente y convierte a su mascota en el perro más popular de Nueva York.

## Reparto
- Ashley Tisdale como Sharpay Evans.
- Austin Butler como Peyton Leverett.
- Manly «Little Pickles» Ortega como Boi Evans, el perro de Sharpay.
- Bradley Steven Perry como Roger Elliston.
- Lauren Collins como Tiffany Destiny.
- Cameron Goodman como Amber Lee Adams.
- Alec Mapa como Gill Samms.
- Jack Plotnick como Neal Roberts.
- Robert Curtis Brown como Vance Evans.
- Jessica Tuck como Darby Evans.
- Jorge Molina como Sr. Gonzalez
- Mya Michaels como Sra. Gonzalez
- Mike «Nug» Nahrangang como el director de teatro
- Christian Potenza como técnico del micrófono

### Participación especial
- Lucas Grabeel como Ryan Evans (créditos)

## Producción
Ashley Tisdale es productora ejecutiva de la cinta, junto con Bill Borden y Barry Rosenbush, productores de las primeras películas de High School Musical. Gary Marsh, presidente de Disney Channels Worldwide, habló sobre la película: «En 'Sharpay', papel que intrepeta Ashley Tisdale, vimos uno de los personajes cómicos más memorables que hemos visto en años. Esta película captura el próximo capítulo absolutamente perfecto en la vida de Sharpay, mientras trata de cultivar la humanidad enterrada, profunda, muy profunda que se encuentra dentro de ella, una tarea ardua e hilarante». La película inicialmente tuvo el nombre principal de "Sharpay's Fabulous Adventure" pero fue cambiado a "High Stakes", sin embargo Disney regresó a Sharpay's Fabulous Adventure. La filmación comenzó el 25 de mayo de 2010 en Nueva York, Estados Unidos y finalizó el 6 de julio del mismo año. Ya era oficial, el actor Lucas Grabeel, confirmó a través de su Facebook, que retomó su papel como Ryan Evans, el hermano de Sharpay Evans en una participación especial para la película. En una entrevista, Ashley dijo que sentía la necesidad de reinterpretar a Sharpay, porque después de High School Musical 3 quiso dar continuidad a su personaje y no quedarse simplemente con el final de High School Musical 3.

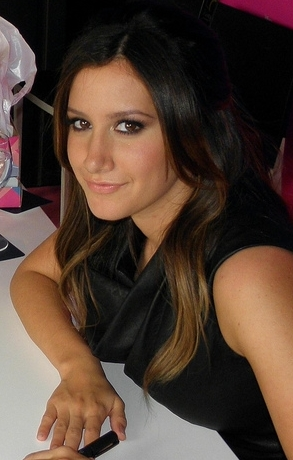
Ashley Tisdale

El 8 de junio de 2010, Austin Butler fue confirmado para el elenco, junto a Bradley Steven Perry. Se habló de que Vanessa Hudgens estaba interesada en hacer un cameo para la película, pero la misma Ashley Tisdale negó a MTV que Hugdens aparecería en la película porque ella «estaba muy ocupada promocionando sus películas y demás».

## Promoción
- Disney Channel Alemania emitió el primer tráiler el 18 de marzo de 2011. Su estreno en TV fue en octubre de 2011.
- Disney Channel España emitió el primer tráiler el 30 de marzo de 2011. El 8 de abril de 2011se estrenó el primer videoclip Gonna Shine. El 11 de mayo de 2011 salió a la venta en DVD. El estreno en Disney Channel España fue el 17 de junio de 2011.
- Disney Channel Latinoamérica emitió el primer tráiler el 17 de abril de 2011 bajo el nombre de La fabulosa aventura de Sharpay. Durante la transmisión de High School Musical 3: La Graduación. En Latinoamérica se estrenó el 29 de mayo de 2011.

## Banda sonora
El 22 de mayo de 2010, Tisdale confirmó que estaba grabando la música para la película. En el mismo día, también informó de cuatro canciones originales que iban a estar en la película.Tisdale grabó las canciones «My Boi and Me» y «The Rest of My Life». En un comunicado de prensa de Disney Channel, «Gonna Shine» y «New York's Best Kept Secret», como otras dos canciones originales de la banda sonora de la película. También aparece la canción I'm walking on sunshine en una parte de la película.
El 17 de marzo de 2011, se confirmó que el primer sencillo de la banda sonora es «Gonna Shine», el cual debutó en Radio Disney el 25 de marzo.